# Zaid Meslah
Zaid Ishaq Yacoub Meslah (ur. 2005) – jordański zapaśnik walczący w stylu wolnym. 
Zajął trzynaste miejsce na mistrzostwach Azji w 2025. Wicemistrz arabski w 2023 i trzeci w 2024 roku.